# Drijvend fonteinkruid
Drijvend fonteinkruid (Potamogeton natans) is een plant in de fonteinkruidfamilie (Potamogetonaceae) en het geslacht fonteinkruid (Potamogeton). De plant heeft een lengte van 60 tot 150 cm en de bloeitijd strekt zich uit over de maanden mei tot augustus. De plant groeit in sloten, beken, kanalen, plassen en vennen met gematigd voedselrijk water dat niet dieper is dan ca. een meter en meestal een laag modder op een zandige bodem bevat. In een geschikt milieu kan de plant massaal voorkomen.
Drijvend fonteinkruid heeft kruipende wortels waaruit twee soorten bladen groeien. De eerste soort zijn de ondergedoken bladen, deze zijn stijf en lang en meestal zonder bladschijf. De andere soort zijn de langgesteelde ovale drijvende bladen die aan de top van de bladsteel groeien aan het wateroppervlak. De bloemen zijn klein en groenig en groeien in aren die op lange stelen staan vanuit de bladoksels. Na de bloei vormen zich vruchtjes van 4-5 mm lang. De vrucht is een nootje.
Het is een van de waardplanten van de waterlelievlinder (Elophila nymphaeata).

## Afbeeldingen

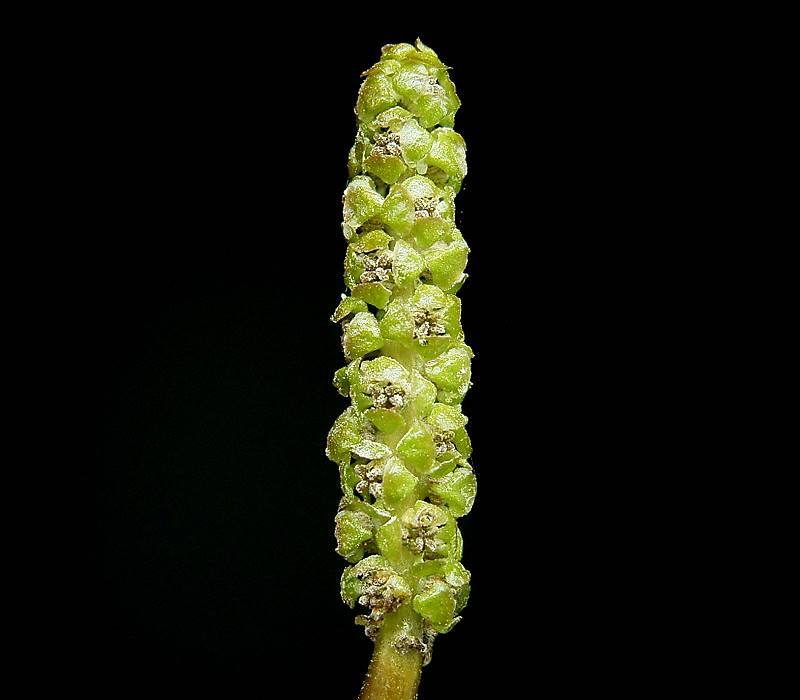
bloeiaar
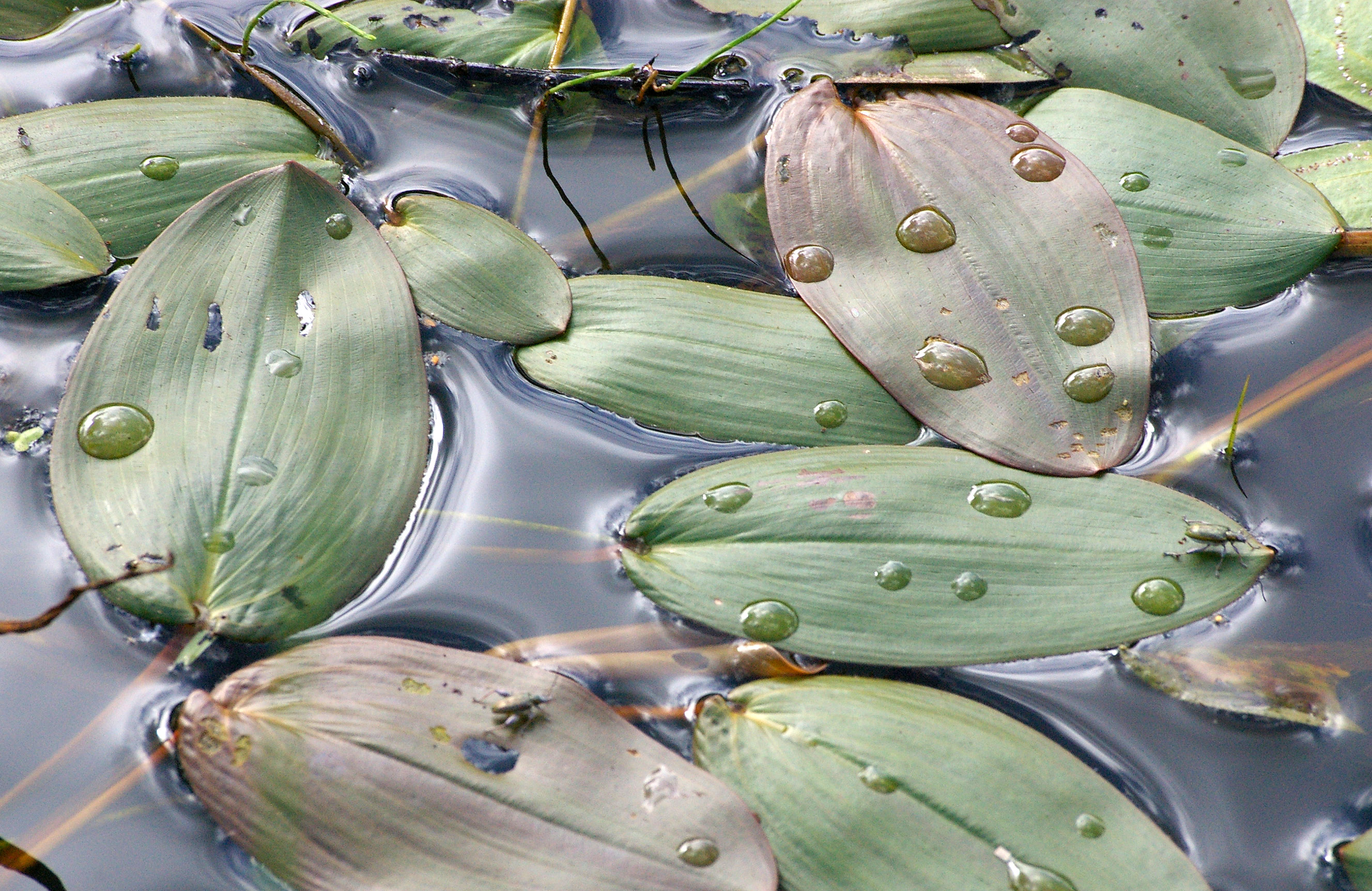
drijfbladen
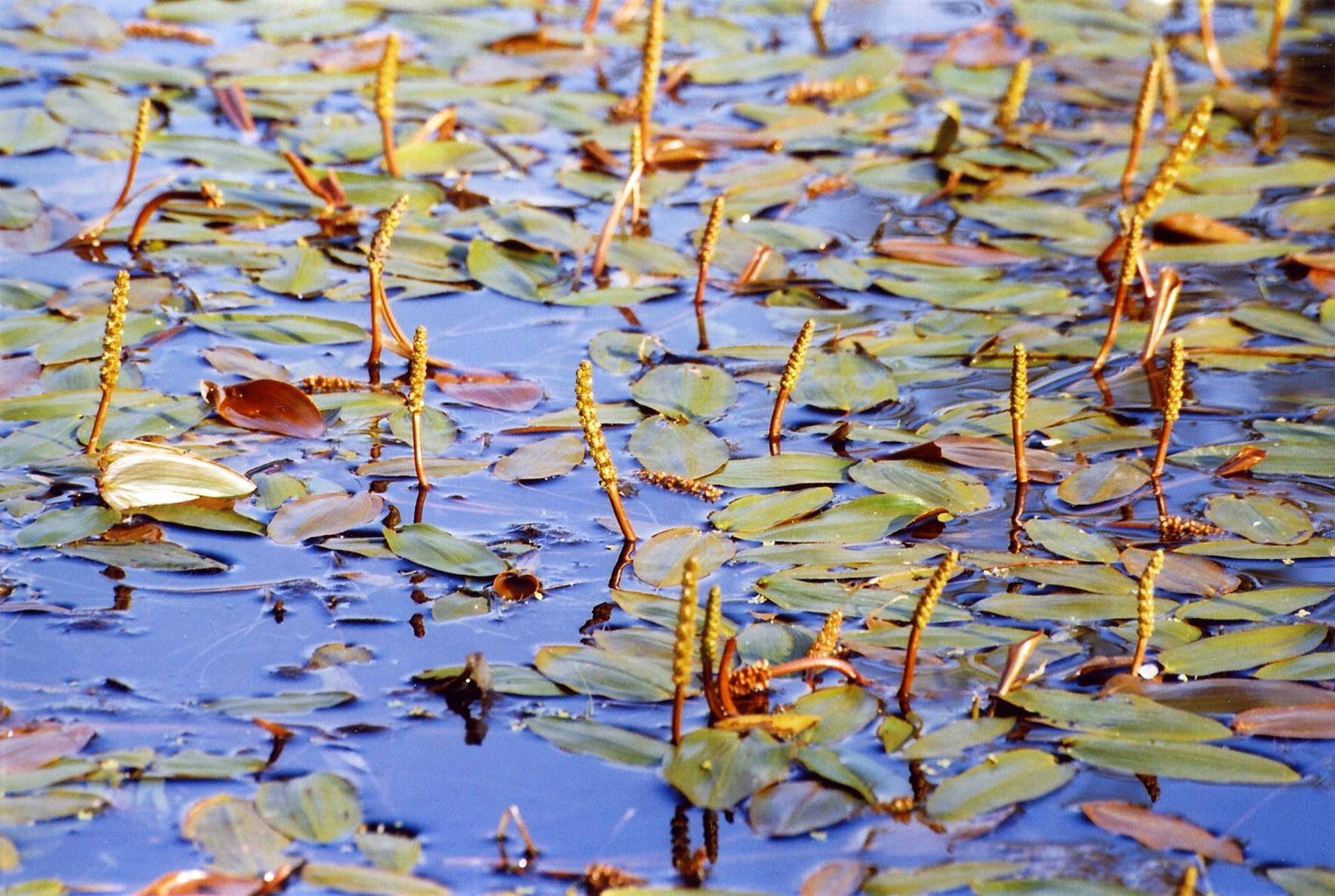
habitus